# Tripas

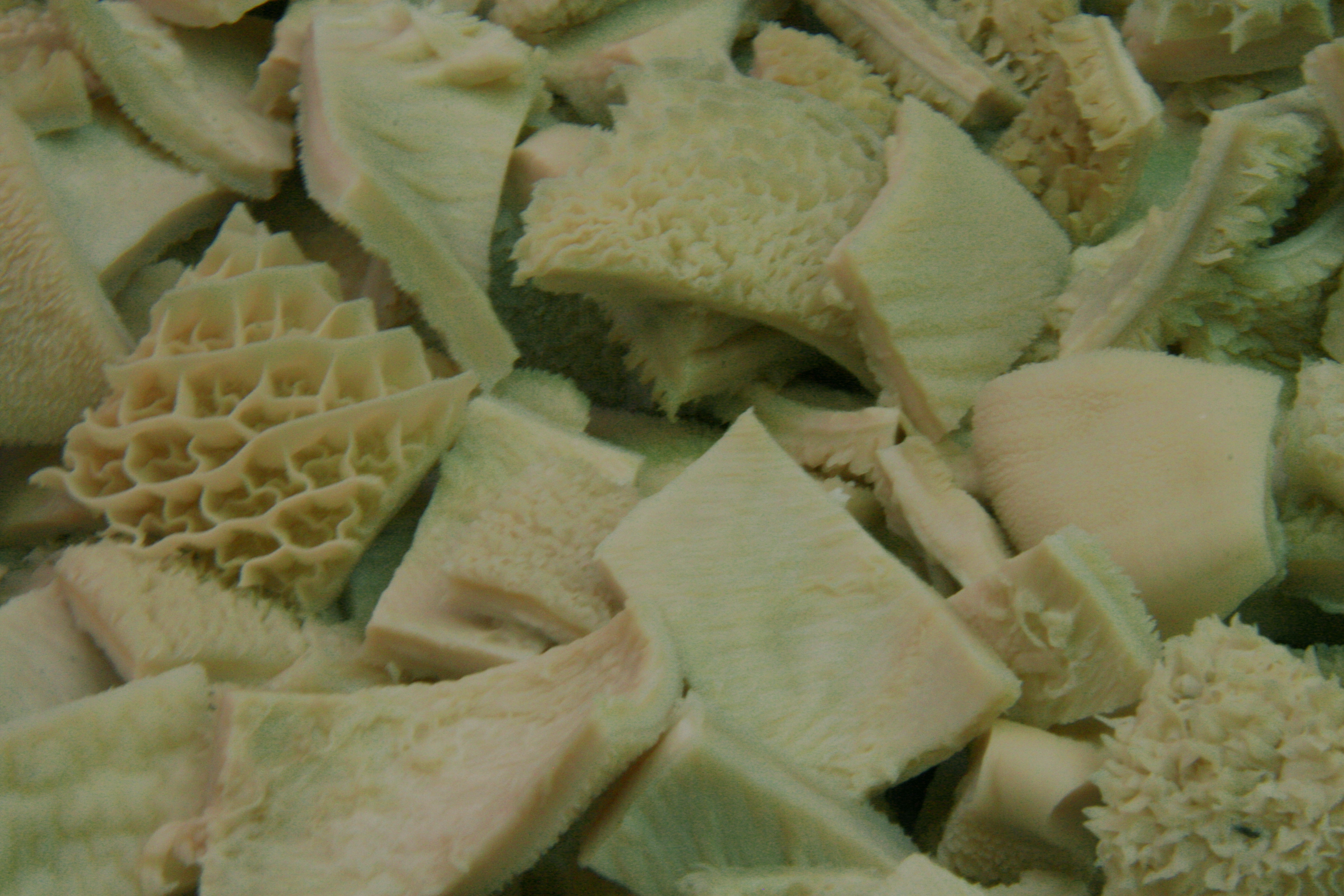
Detalle de tripas, listas para su preparación.

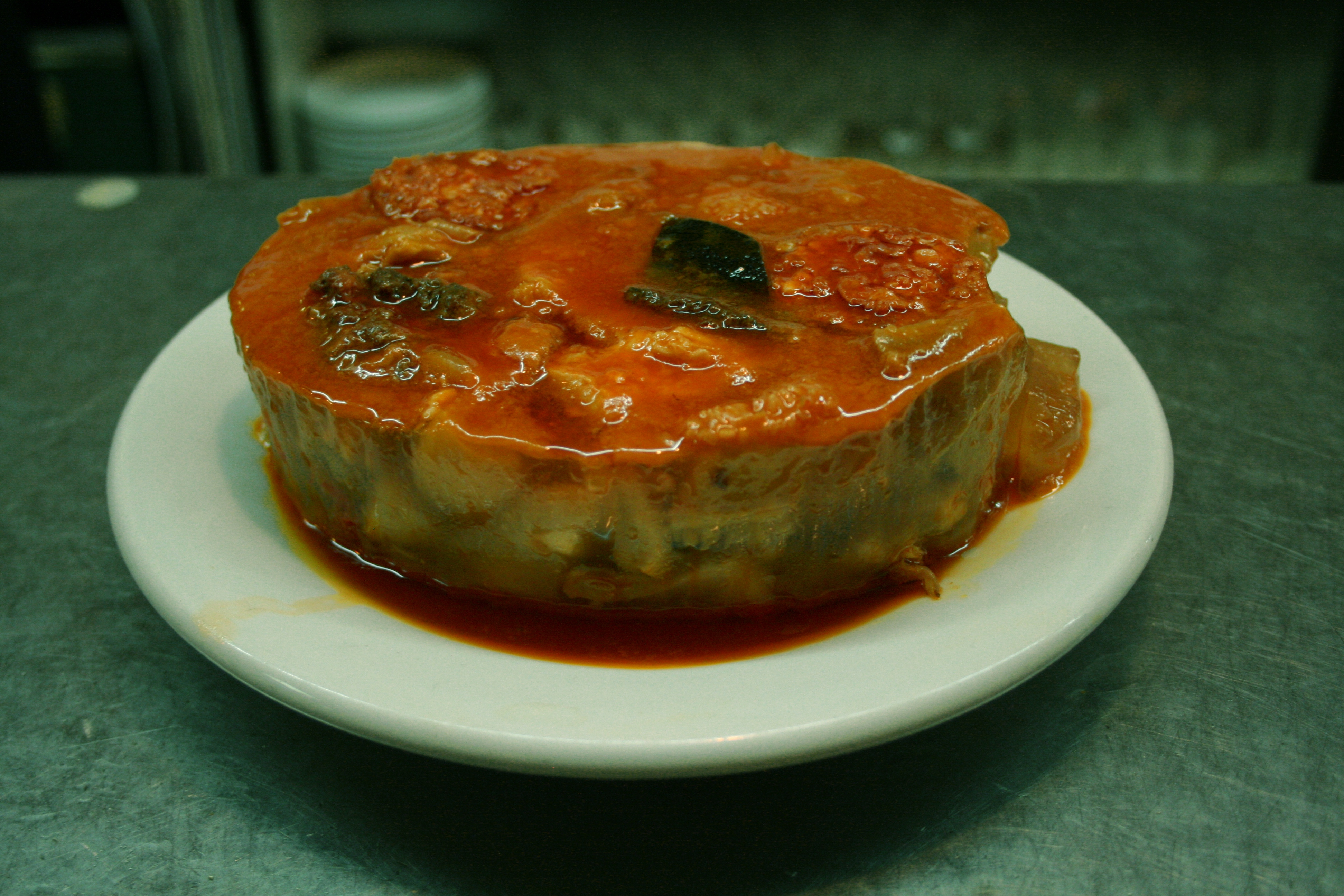
Gelatina de callos a la madrileña.

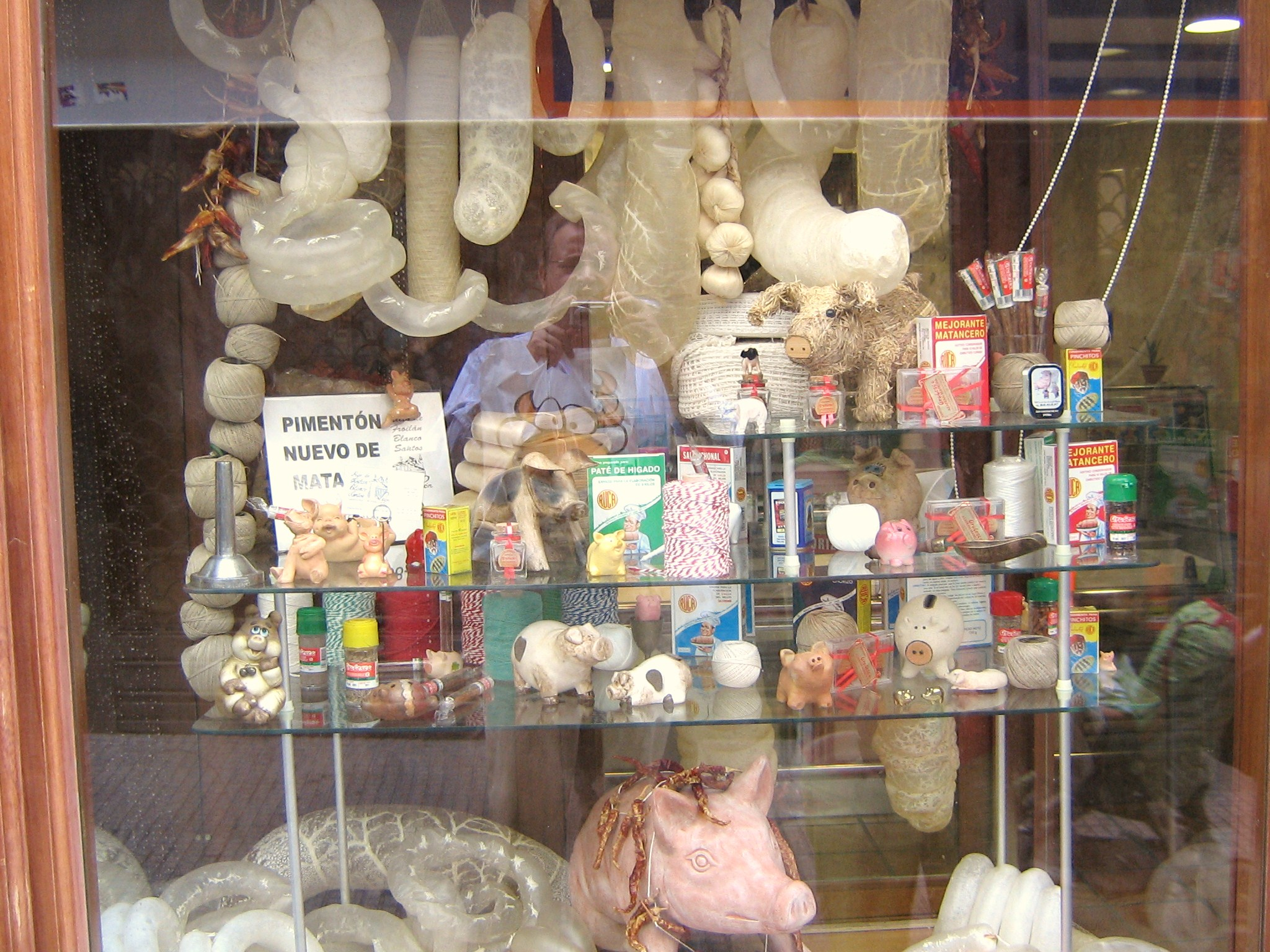
Escaparate de una tienda en León (España) que muestra las distintas clases de tripas para embutir que vende en su interior (tripería).

El vocablo tripa (también, tripas) es el nombre coloquial del tubo digestivo de los seres vivos del reino animal, ya sea considerado en todo o en parte, y expresado en singular o en plural, integrado principalmente por la faringe, el esófago, el estómago, el intestino delgado y el intestino grueso.
En su acepción culinaria, se trata de un despojo comestible procedente de los estómagos de diversos animales de granja. Con ellos se realizan diversas preparaciones culinarias en diversas cocinas mundiales, usándose preferentemente el estómago de ternera. A lo largo de Iberoamérica reciben diferentes nombres, dependiendo de la región o país: callos, mondongo, guatita, tripa mishque, pancita o menudo. Suelen encontrarse a la venta frescos, cocidos en su propia gelatina, en lata y envasados al vacío.
En su concepto instrumental, las tripas son el envase tradicionalmente utilizado para embutir y conservar los alimentos cárnicos, como el chorizo, la morcilla, el salchichón, el lomo embuchado, etcétera.

## Etimologías y uso de los diferentes términos
- Mondongo: parece derivar de mondejo y este de bandujo, que refiere a un embutido compuesto con la tripa grande del cerdo, carnero o vaca relleno de carne picada (en tal caso, el mondejo es una especie de chorizo); sin embargo se suele llamar mondongo a los redaños o tripas y a la panza de las reses. La palabra mondongo proviene de una receta de la región española de Murcia y está especialmente difundida en América del Sur, la costa atlántica de México y Centroamérica para denominar a la panza.
- Menudo: término usado en las provincias españolas de Sevilla y Cádiz.
- En Huesca se denomina mondongo a la tradicional Matanza del cerdo, de la cual se obtienen los diferentes productos derivados como la longaniza, chorizo, jamones, morcillas, tortetas, entre otros.
- Callos: denominación proveniente del nombre callo, dado en lengua gallega[3] a cada trozo de estómago de ternera lactante y al líquido que desprende, por su uso como elementos cuajantes de la leche, en la elaboración tradicional del queso. Los trozos de ese estómago (calleiro en gallego o cuajar en castellano) conservaron su nombre callos, al ser cocinados para obtener un plato de gran popularidad. Tanto la palabra callo en gallego como su equivalente cuajo en castellano provienen del término latino coagulum. No deben confundirse con la palabra castellana callo, que proviene del latín callum y designa una dureza en la piel. Y no deja de ser curioso que haya lugares de lengua castellana, como Madrid o Cádiz, en donde cocinados se llamen "callos" en lugar del esperable "cuajos a la madrileña" o "cuajos a la gaditana". La explicación podría estar en que originalmente el plato haya sido llevado a esos lugares, junto con su nombre, por migrantes gallegos.

## Características
Se trata de una preparación culinaria hecha a base del estómago y las tripas del cerdo o de la vaca, aunque se puede extender al resto de los rumiantes. El estómago de este tipo de animales posee tres compartimentos previos bien diferenciados: retículo (redecilla), rumen (panza), y omaso (libro). El estómago verdadero se denomina cuajar (estómago verdadero), llamado también ventrículo o abomaso. Los alimentos elaborados a lo largo de todo el mundo con esta parte de la anatomía de los rumiantes abarcan desde la alimentación humana, hasta la de animales. Ciertas industrias de alimentos para animales elaboran sus productos con este ingrediente.
Las tripas empleadas en la elaboración de productos alimenticios para humanos suelen ser lavadas durante horas en una cocción de una salmuera de baja concentración de sal.

específicamente a la panza de res. Se suele preparar en sopas o salsa de tomate. Cada familia y  tiene su variante. Es un platillo que es consumido por todas las clases sociales del país, aunque se ha visto que las nuevas generaciones urbanas lo han dejado de lado, sea en sus casas o en fiestas tradicionales como turnos, fiestas patronales o ferias.
La sopa de mondongo consiste en cocinar la panza cortada en cuadros en agua con algunas especies como chile dulce, cebolla, ajo y culantro coyote desde una a siete horas dependiendo el tipo de cocción que puede variar desde el cocimiento lento hasta el cocido a presión. Cuando está suave, se le agregan especies como comino, sal, de nuevo cebolla, ajo, culantro y chile dulce picados, así como más agua y las verduras que van desde chayote, papas y zanahorias como lo más básico, hasta agregarle, además de esas tres, yuca, ayote, tiquisque, ñampí, camote e incluso elote, aunque esté último es poco tradicional. 
En el caso del mondongo en salsa, la preparación inicia de igual manera que la sopa, es decir, se hierve con especies para que suavice, pasada una hora se agregan tomates a cocer enteros. Una vez suave, se utiliza el caldo y los tomates para hacer la salsa de tomate. Está salsa lleva condimentos como cebolla, ajo, orégano, chile dulce, culantro de castilla, culantro coyote, podría incluir albahaca y tomillo. Algunas familias suelen agregar papas cocidas en cuadros. Se acompaña con arroz y frijoles, que es la base de la alimentación costarricense, y además puede incluir una ensalada.

### Colombia

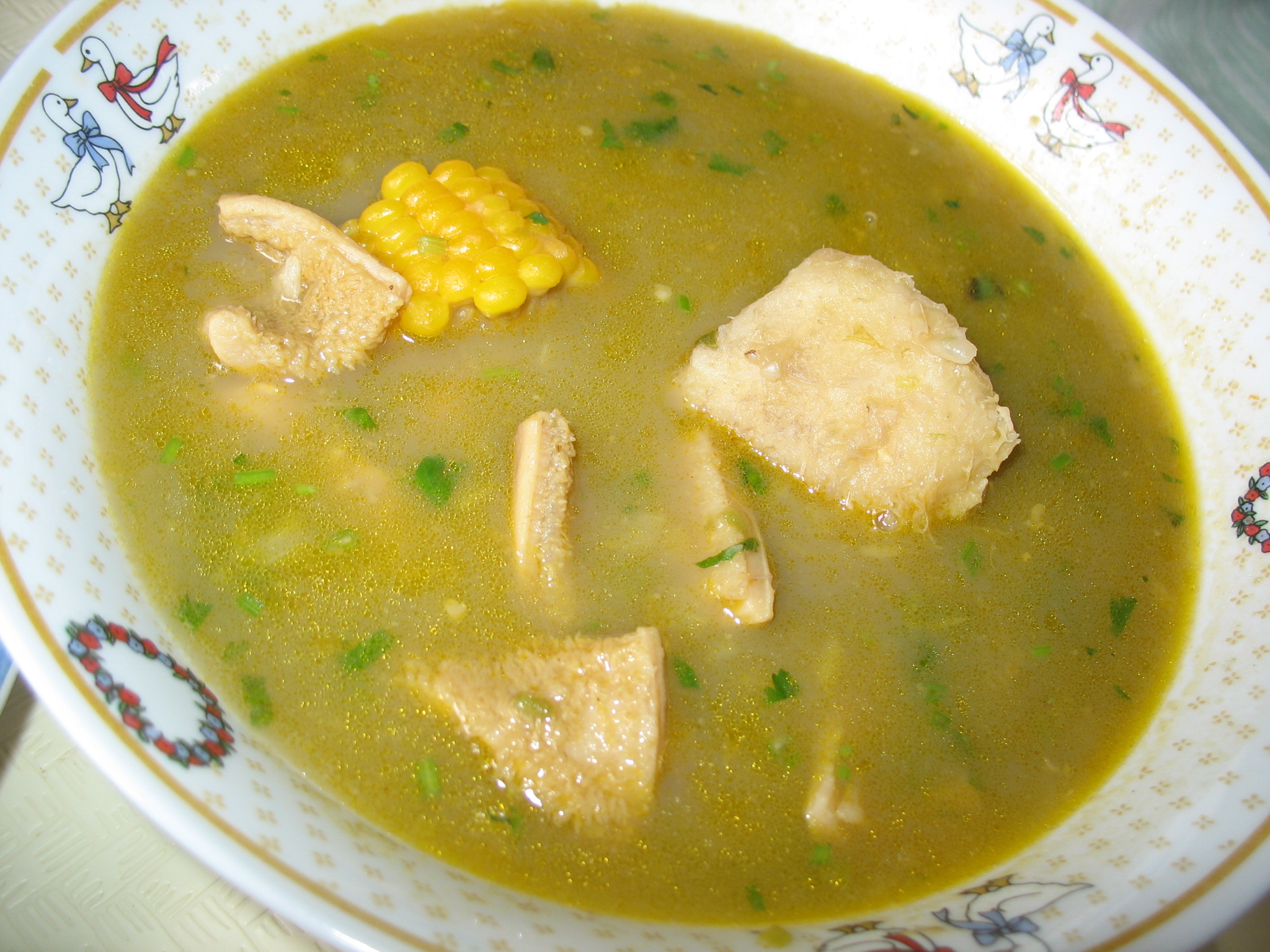
Sancocho de mondongo colombiano.

El mondongo, sancocho de mondongo o sopa de mondongo es una sopa típica de la cocina colombiana, muy extendida en los departamentos del Caribe Colombiano, Santander, Huila, Altiplano Cundiboyacense y Antioquia.
En el Caribe Colombiano se prepara cocinando en agua trozos de panza de res (callos) cortados en cuadrados, pata de res, mazorca, papa, yuca, ñame, arvejas, zanahoria, comino, cilantro y cebolla en rama.
En ciertas zonas de Colombia como la región Andina se le conoce como callo, donde se agrega a diferentes preparaciones, como  son las arvejas con callo. 
En otras regiones incluye patas de cochino blandas también en trocitos, diversos vegetales y verduras, todo cocinado por largo tiempo y acompañado de aliños y especias. Existen variedades como el mondongo de tres carnes.[cita requerida]

### México
La tripa se come en los tradicionales tacos, donde la tripa se dora en manteca de cerdo hasta dejarla frita, una vez así esta se coloca en la tortilla con salsa, cilantro y cebolla picados. En algunas regiones se cocina en carbón en lugar de freírlas en manteca. Dependiendo de la región, otra receta es comerla con salsa de tomate.
Así mismo se realizan diferentes preparaciones en caldo, principalmente de chile guajillo y tomate, utilizando diferentes partes de la panza; dependiendo la región a este platillo se le llama tradicionalmente menudo.

### Chile
Los trozos de estómago de rumiante se conocen como guatitas y es común su uso en platos como el llamado chupe de guatitas y las guatitas a la jardinera. También se utilizan como uno de los ingredientes de algunos tipos de  parrillada. Los intestinos de chancho se usan para llenar prietas o morcillas, así como longanizas y otros embutidos.
Parte de la gastronomía del pueblo afrodescendiente en Arica, se puede destacar, uno de sus platos más conocidos como es el “mondongo” o “picante de mondongo”, la cual tiene su origen cuando los esclavos que llegaron a América, para poder alimentarse lo hacían con las sobras que dejaban los dueños, esto era las vísceras de los animales, como el vacuno; el cual se preparaba con cáscaras de papas y zanahoria.   En este caso es más conocido como “guatita” o “picante de guatita” o “mondongo”. En la actualidad se le agrega pata de vacuno, llaita (alga), charqui y la guatita de vacuno, y se le agrega papas cocidas, un sofrito de cebolla con ají color, acompañado de arroz. Es un plato que puede ser con ají o rocoto para que sea el “picante de mondongo”.

### Ecuador
Conocido popularmente como guatita, es un estofado a base de maní, tomate, cilantro, leche, pimientos, aceite, sal, pimienta, comino, orégano al gusto, achiote o color y pedazos de estómago de vacunos (también conocido como librillo); particularmente se la sirve con arroz.
En Ecuador es muy conocida también porque al comerla reduce los efectos de la resaca, por ello existen restaurantes especializados en la preparación de estos platos los fines de semana, es muy frecuente encontrar en los restaurantes este plato y por lo general dependiendo del lugar pueden estar lleno de personas lo que indica que su preparación y sabor es la mejor.

### Panamá
El mondongo en Panamá se cocina con cebolla, ajo, sal, pimienta negra, salsa de tomate, culantro, guisantes; normalmente se acompaña con arroz blanco. En Panamá es muy común que todas las comidas estén muy condimentas con culantro en los platos típicos de este país. Otra versión es el mondongo a la culona, que conlleva ingredientes extras como patas de puerco, chorizo de puerco, y ají criollo, etcétera.

### Perú

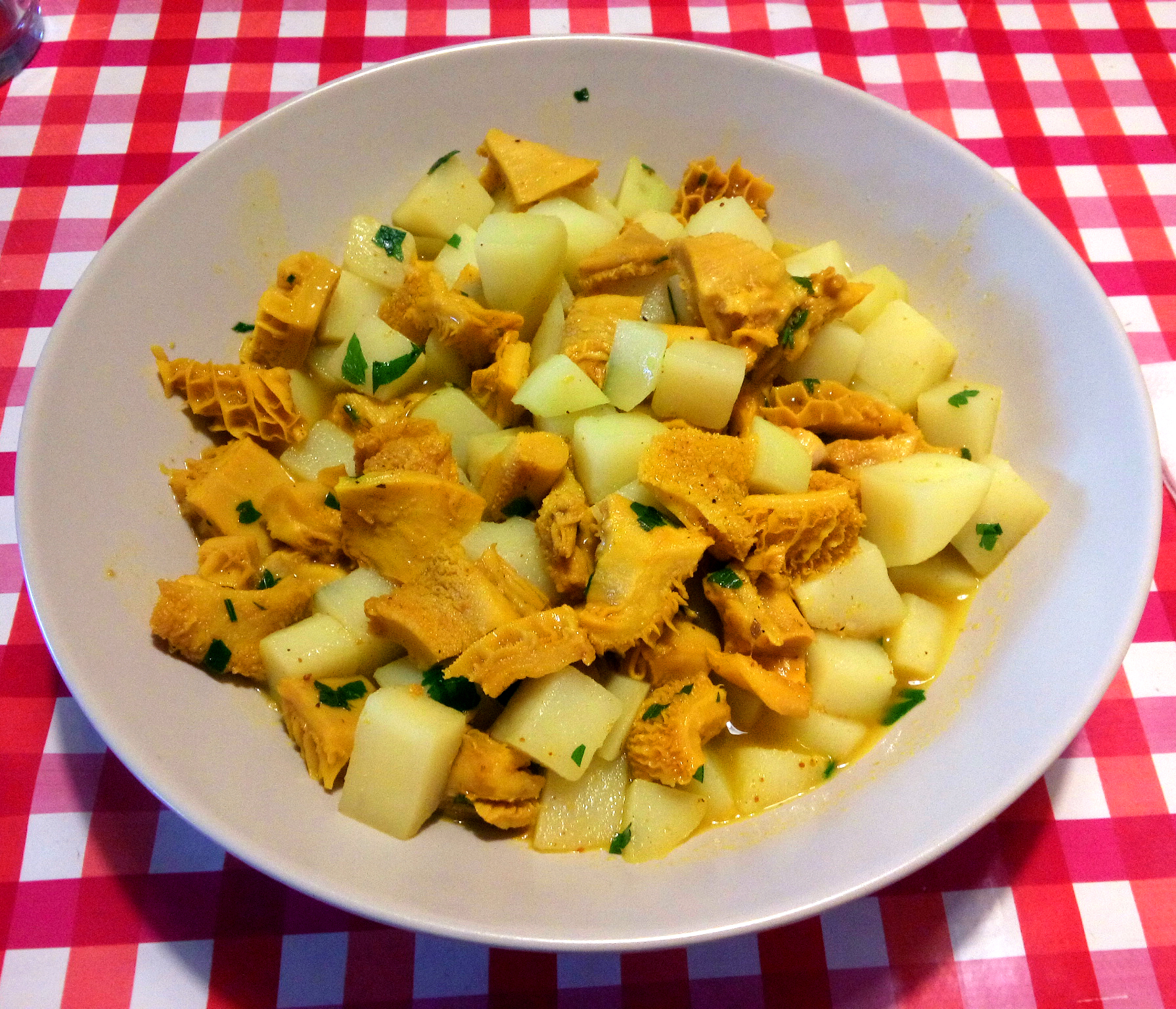
Cau cau, plato peruano elaborado con mondongo.

El mondongo en Perú es parte importante de la gastronomía peruana, ya que existe una variedad de platos que utilizan estas menudencias como ingrediente principal,
La patasca se prepara en el Valle de Tarma y en el Valle del Mantaro. Se necesita panza de res o carnero, carne de chancho, maíz pelado o para mondongo, apio y sal, obteniendo un sabor agradable de alto valor nutricional. La preparación se efectúa especialmente en la noche, para lo cual se pone a hervir en una olla grande el maíz pelado (especial para este plato), las carnes y el mondongo. Para saber si ya está cocido, se debe verificar que el caldo ya haya tomado un calor blanco y que el maíz ya haya reventado. Al momento de servir, en un plato hondo y grande, se echa primero el caldo con el mote (maíz), encima se echa la carne y el mondongo especialmente trozado, luego se adorna con una rodaja de rocoto y perejil picado.
Otros platos peruanos con mondongo son: el cau cau, mondonguito a la italiana, caldo de panza, el rachi a la parrilla (clásico acompañante de los anticuchos), entre otros.

### República Dominicana
El mondongo de República Dominicana es preparado en una sopa o hervido cuyo ingrediente principal es la panza de res, de cerdo o chivo aunque el gusto principal es el de res. Después de ser limpiado de su grasa natural se lava con abundante agua y naranjas agrias. Posteriormente se pone a hervir, después de una a dos horas de hervido, la textura debe ser blanda, se pica
y algunas personas la hierven nuevamente con agua limpia.
Luego, se pican los ingredientes, se sofríe junto al mondongo y está listo para sevirlo.

### Venezuela
El mondongo o sopa de mondongo es básicamente una sopa o hervido cuyo ingrediente principal es la panza de res (callos), la cual es previamente limpiada y picada en pequeños cuadros, de unos 2 centímetros de lado, y cocinados en olla junto con diversos ingredientes como: papas, garbanzos, ñame, ocumo, yuca, zanahoria o bolitas de masa de harina de maíz precocida. Incluso se suele también agregar plátano maduro (principalmente en Oriente).
El proceso exige considerable tiempo de cocción (a fin de permitir que la panza se ablande), y da como resultado una sopa espesa, colorida, algo dulce y muy nutritiva. En ocasiones se añade a la preparación paticas de cochino, picadas en trozos o ruedas, aun cuando generalmente se utilizan patas de res con el mismo fin.
Existe también una variante denominada mondongo marino, y consiste en agregar sopa de mariscos (camarones, calamares, pulpo, mejillones) a la anterior preparación.
Otra variante es el llamado mondongo de chivo el cual se elabora con panza y patas de ganado caprino. Este plato es típico de la zona occidental del país, concretamente en los estados Lara y Falcón.

### Brasil, Argentina y Uruguay.
En Argentina y  Uruguay la palabra mondongo prácticamente se restringe en su uso gastronómico a las partes del estómago rumiante llamadas libro y —especialmente— al cuajar, casi coincidiendo en tal sentido con lo que en muchas zonas de España es llamado callos.
Hasta inicios de s XX el mondongo era considerado un plato típico de la población negra debido a que se basaba en una de las partes más baratas de una res, esto queda atestiguado —entre otros textos— en el libro El Matadero de Esteban Echeverría, por tal motivo algunos barrios humildes de ciudades rioplatenses fueron apodados "Barrios del Tambor" (dado que este era un instrumento musical frecuente entre negros y morenos) y “Barrios del Mondongo”.
El mondongo más típico de Argentina y Uruguay suele ser un guiso realizado con el cuajar de una vaca (menos frecuentemente con el "libro" o librillo). Esta parte del estómago rumiante se lava bien, se fracciona en dados y se pone a hervir dentro de una olla o cacerola en abundante agua hasta que quede "a punto", es decir masticable aunque en lo posible sin reblandecimiento. El tipo de guiso más común acompaña al cuajar con los siguientes ingredientes: arroz descascarado, papas (patatas) cortadas en cubos de mediano tamaño, rodajas de cebollas, dientes de ajo y tomates. En virtud de los diferentes tiempos de cocción de cada uno de los ingredientes mencionados, estos se van añadiendo gradualmente, siendo lo más común que primero se añada el cuajar, luego el arroz y las papas y por último el tomate.
La anterior suele ser la receta básica de un mondongo rioplatense, aunque las variaciones son casi infinitas (lo más común es que se le añadan diversas especias, en especial ají y pimentón, así como rodajas de chorizo colorado, cubos o rodajas de zapallo, porotos, garbanzos, arvejas (guisantes), etcétera). Todo esto se cocina a fuego lento hasta que todos los ingredientes tengan la consistencia justa para ser ingeridos. Se recomienda el añadido de los aliños y especias al final de la cocción. Esta forma de preparar el mondongo se conoce como Buseca término que deriva de «büsèca» (de cierto germánico regional antiguo gebütze: vísceras), voz del dialecto de Varese, de Lombardía, Italia.
Una preparación muy sencilla de mondongo rioplatense -bastante diferente de un guisado- es el hervir la panza o cuajar (y si es el caso, el libro) hasta que esté a punto y luego marinarlo o, más sencillamente, rociarlo con vinagre.

## Europa
En Europa se pueden encontrar diversos países que elaboran platos con las tripas de los animales, se puede decir que como característica general muchos de esto platos poseen identificaciones nacionales como es el caso de los haggis escoceses, elaborados con tripas de cordero y cereal.

### España

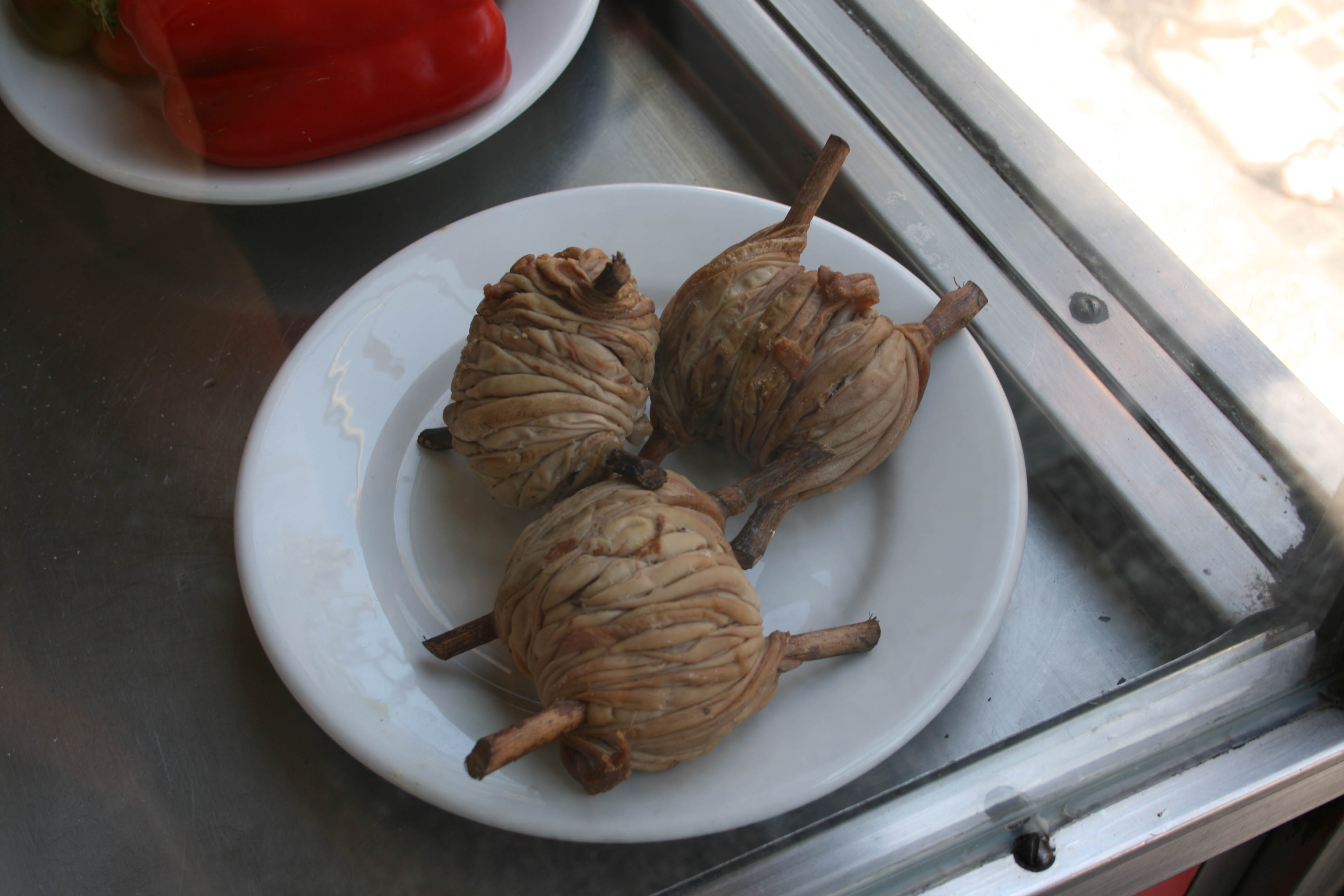
Plato de Zarajos, es decir tripas de cordero.

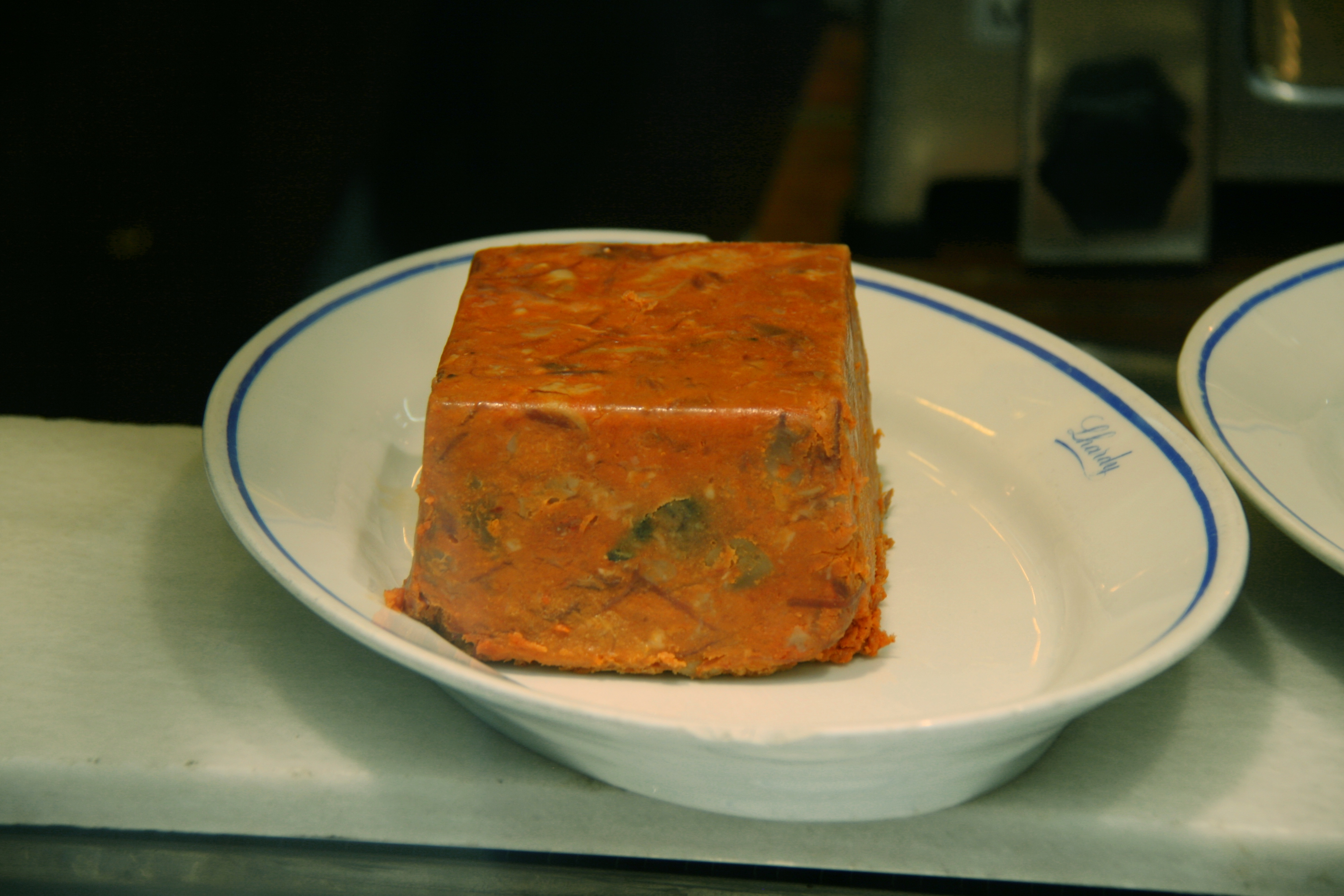
Gelatina de callos a la madrileña.

Los platos que contienen elementos de casquería suelen ser muy habituales en la cocina española. Una de las cocinas que de una forma más popular han empleado este ingrediente es la madrileña donde sus callos a la madrileña poseen una gran tradición desde hace ya años. Los callos son servidos hoy en día como una tapa típica de la cocina. Un plato muy habitual en las cartas de los meses invernales es un estofado muy típico de la gastronomía gaditana llamado menudo que consiste en callos con garbanzos.

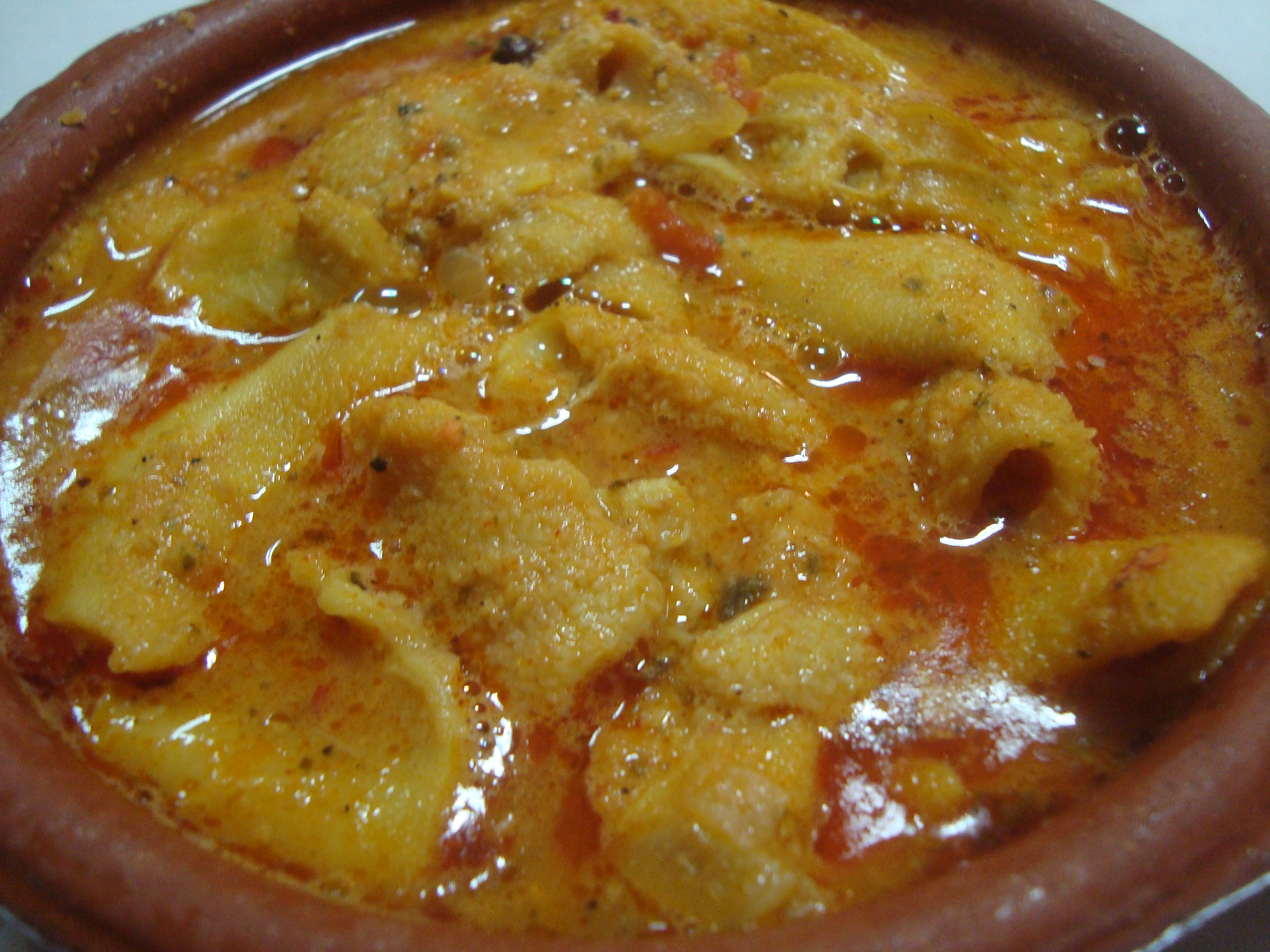
Callos de cordero.

En Galicia los callos son un plato con gran tradición y popularidad. En la preparación a la gallega siempre se acompañan con garbanzos y se aderezan con pimentón y cominos.
En el norte de España se suelen consumir con gran asiduidad y de esta forma es en el Principado de Asturias, concretamente en el concejo de Noreña donde se elabora la mayor parte de la producción. La tradición chacinera y la presencia de industrias cárnicas en Noreña convierten el más pequeño de los concejos asturianos en uno de los de mayor importancia gastronómica. Prueba de esa relevancia es el festival gastronómico dedicado a los callos. Los números que presenta esta fiesta gastronómica dan una idea de su importancia y aceptación popular: más de 10 000 comensales (doblando la población normal de Noreña), algo más de una treintena de establecimientos hosteleros colaboradores y más de 3 toneladas de callos, preparados según una receta tradicional y secreta, que se transmite de generación en generación de cocineros. Los callos son el plato más típico del concejo, que tiene una desarrollada industria chacinera. Para garantizar el éxito en la mesa los callos son limpiados a conciencia, sumergiéndose durante un día en jugo de limón para limpiar totalmente la carne.

### Francia
Existen varias recetas de tripas.
Las tres siguientes son de cerdo:

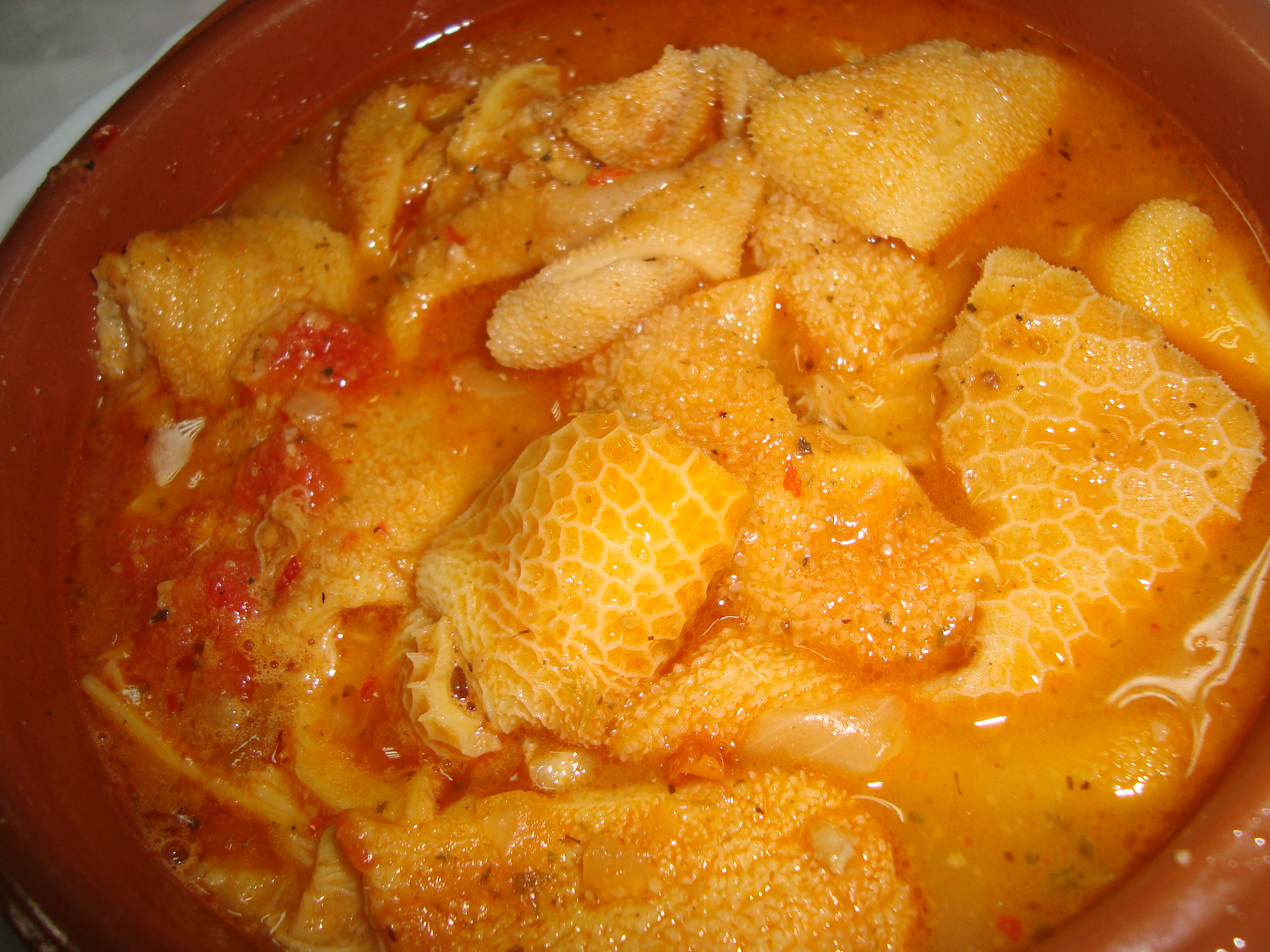
Ración de callos.

Las tripes à la mode de Caen son callos cocidos lentamente con verduras (zanahorias, cebollas y puerros) y especias.
Las tripes à la Bretonne (tripas al modo Bretón) son cortadas en pequeños pedazos y son cocidos con cebolla, mantequilla con sal y pimienta negra. La salsa tiene el color del caramelo blando.
Las tripes à la Provençale son cocidas con vino blanco, tomates, pimientos rojos dulces y zanahorias.
Además, existen otras especialidades locales.

### Italia
La tripa se emplea en Italia en diversos platos, siendo uno de los más populares el lampredotto, que se trata de un plato regional típico de la ciudad de Florencia (región de Toscana, Italia). El plato tiene como principal ingrediente el uso de tripas (en italiano, trippa) de vaca (se trata de uno de los cuatro estómagos vacunos) cocidos. Este plato se sirve caliente en un plato, aunque es posible comerlo en forma de bocadillo denominado Panino con lampredotto.
La trippa alla fiorentina, se elabora con salsa de tomate y otras verduras.
La trippa alla romana, elaborada con vino tinto y tomates, es una receta de la ciudad de Roma.
La busecca, o trippa alla milanese, es un plato que se origina en la ciudad de Milán.
La trippa alla romagnola, plato de la región de Romaña, se guisa con un sofrito de ajo, cebolla y perejil, conserva de tomate y vino blanco, y se aromatiza intensamente con cáscara de limón, canela y clavo de olor. Finalmente, se espolvorea con queso parmesano rallado en el plato.
En la ciudad de Catanzaro, en Calabria, se prepara el morzello (Morzeddhu catanzarisa), en el que la tripa y otras vísceras se cuecen lentamente en salsa de tomate, chile y otras especias, y se sirven dentro de la pitta catanzarese, un característico pan con forma de rosca.

### Lituania
En dicho país es un plato típico y tradicional la tripa de cerdo rellena de patata rallada. Se rayan muy fino las patatas, se agregan huevo, leche caliente, cebolla y bacón y se adereza con sal y pimienta. Se mezcla todo y se rellena a terminación, se hornea durante una hora y se sirve con nata agria.

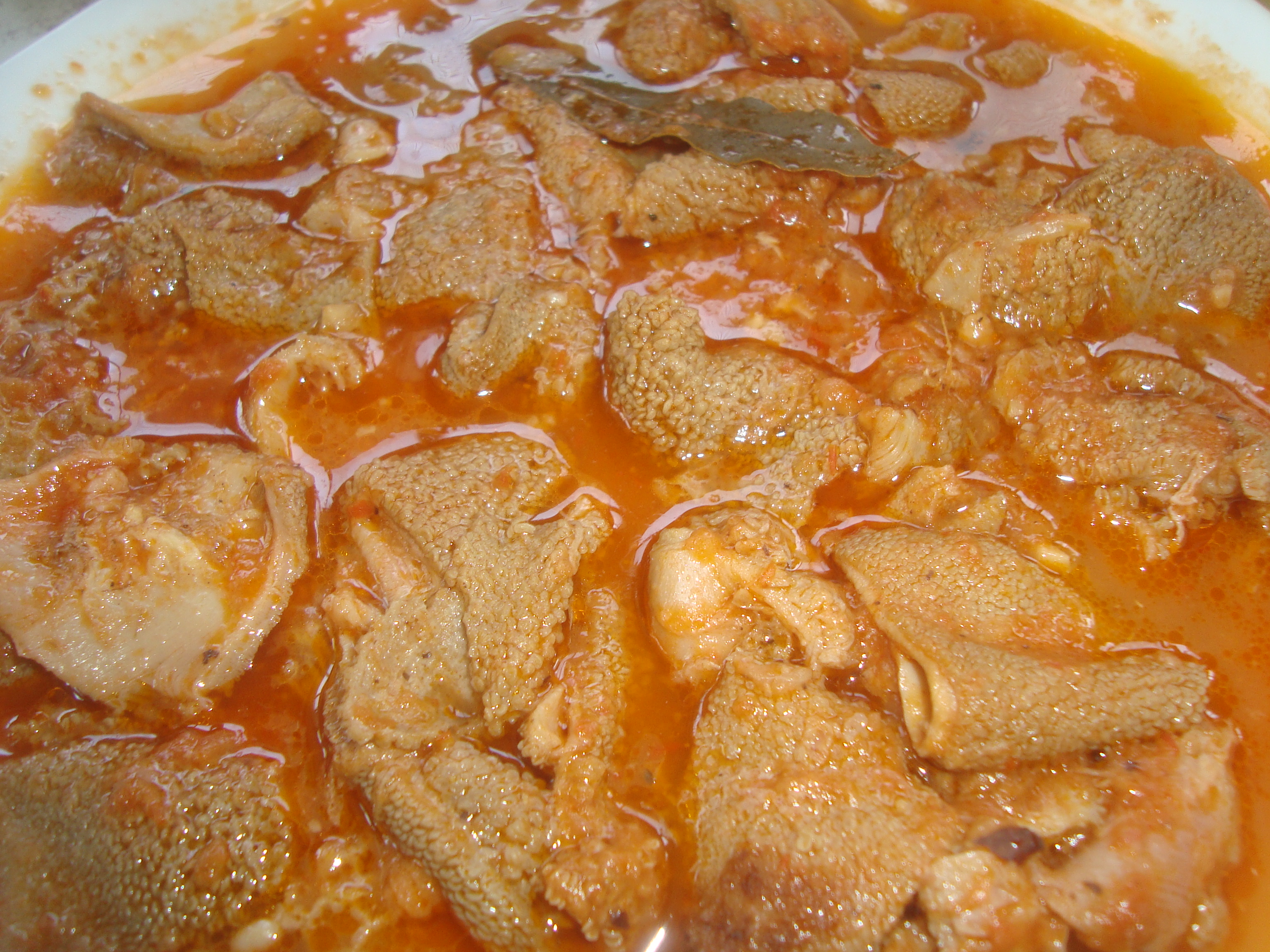
Plato de callos de cordero (Castellón).

### Portugal
Las tripas à moda do Porto (al estilo de Oporto) son cocinadas con alubias y aderezadas con cominos. Constituyen el plato más característico de esa ciudad, por el cual sus habitantes reciben el sobrenombre cariñoso de tripeiros. Según la leyenda popular, el origen del sobrenombre procede de que los habitantes de la ciudad habrían entregado al Infante Don Enrique toda la carne de que disponían como colaboración para la conquista de Ceuta, quedándose ellos sólo con las tripas para comer.
La etimología de la palabra vendría del portugués, ya que era en los muelles (cais) donde se quedaban las tripas para comer mientras la carne era embarcada.

### Reino Unido
En Escocia es muy habitual el haggis, que consiste en un pesado embutido que se suele servir tradicionalmente con neeps and tatties, es decir con puré de colinabo y patatas. Es un plato muy condimentado y que posee un sabor muy intenso. Existen diversas recetas del mismo, algunas de las cuales utilizan asaduras de ciervo. Normalmente se elabora a base de asaduras de cordero u oveja (pulmón, asadura blanca o bofe), hígado (asadura negra o dura) y corazón, mezcladas con cebollas, harina de avena, hierbas y especias, todo ello embutido dentro de una bolsa hecha del estómago del animal y cocido durante varias horas.

### Asia
En Asia existen ejemplos de cocina donde se elaboran platos de tripas. De esta forma se pueden encontrar platos como en la cocina india que usan tripas de cordero, como puede ser la chakna. En la cocina pakistaní es habitual el Ojree con tripas de cabra. En la cocina china es frecuente ver platos compuestos de tripas en los dim sum, y que se denominan Ngau Pak Yip (chino: 牛百頁 / 牛柏葉).